# Eight Ash Green
Eight Ash Green är en by och en civil parish i Colchester i Essex i England. Orten har 1 750 invånare (2001).